# Трогон кубинський
Трогон кубинський (Priotelus temnurus) — вид птахів родини трогонових (Trogonidae), ендемік та національний птах Куби. Його природним ареалом є вологі та сухі тропічні ліси, вологі гірські ліси та частково знищені ліси.